# Transafrikanska huvudvägnätet

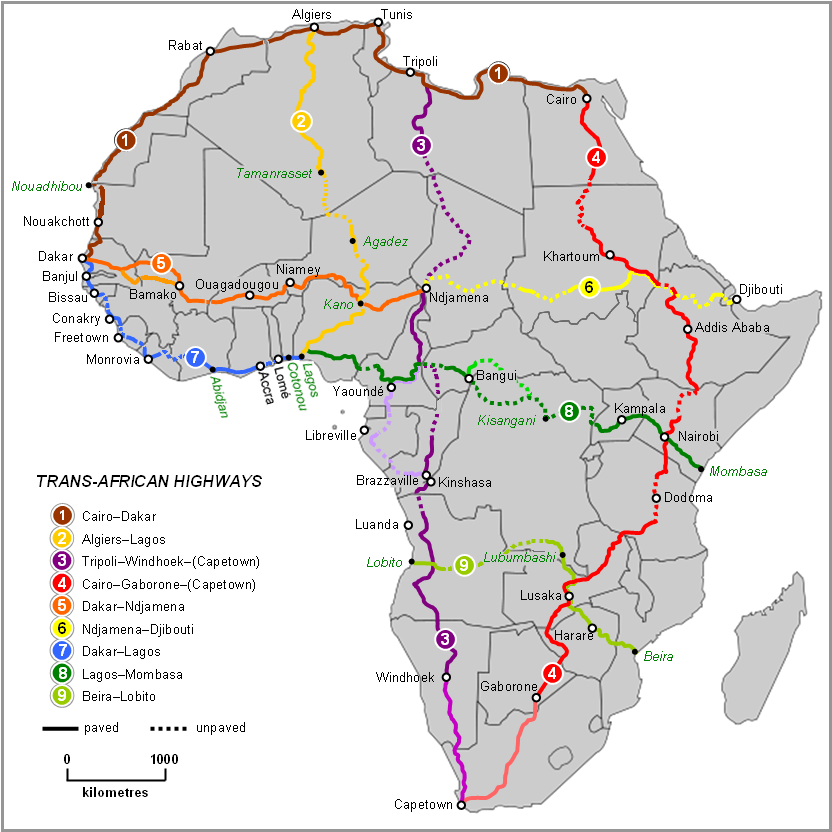
Karta över det transafrikanska huvudvägnätet.

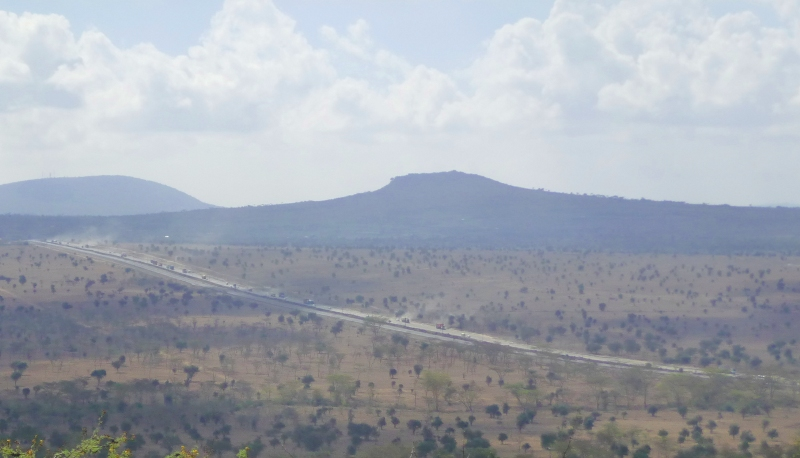
Mombasa Highway vid Lukenya strax söder om Nairobi i Kenya. Vägen hör till sträcka 8 i det transafrikanska huvudvägnätet.

Det transafrikanska huvudvägnätet är en samling internationellt viktiga huvudleder i Afrika som utvecklas och rustas upp av Afrikanska unionen, FN-organet UNECA och Afrikanska utvecklingsbanken. Den totala väglängden i vägnätet är närmare 6 000 mil, varav ungefär hälften är asfalterat.
Syftet med vägnätet är att knyta samman Nordafrika, Västafrika, Centralafrika, Östafrika och södra Afrika för att främja handel och tillväxt. Fortfarande saknas dock många viktiga länkar, och det är egentligen bara södra Afrika och Östafrika som är ordentligt sammanlänkat.